# Mikołaj Alików
Mikołaj Alików (ur. 6 stycznia 1895 we Władykaukazie, zm. 14 sierpnia 1971 w Orleanie) – pułkownik dyplomowany artylerii Wojska Polskiego, działacz niepodległościowy, kawaler Orderu Virtuti Militari.

## Życiorys
Urodził się 6 stycznia 1895 we Władykaukazie, ówczesnej stolicy obwodu tereckiego, w rodzinie Piotra i Zofii z Gazdomów.
W 1912 ukończył Władykaukaski Korpus Kadetów (ros. Владикавказский кадетский корпус) i został przyjęty do Konstantynowskiej Szkoły Artylerii (ros. Константиновское артиллерийское училище). 24 sierpnia 1914, po ukończeniu szkoły, został mianowany podporucznikiem ze starszeństwem z 6 sierpnia 1913 i wcielony do 82 Brygady Artylerii, która wchodziła w skład 82 Dywizji Piechoty. Do 21 listopada 1917 walczył na froncie dowodząc półbaterią i baterią oraz awansując na porucznika i sztabskapitana. Później wstąpił do II Korpusu Polskiego w Rosji, w którym pełnił służbę na stanowisku oficera baterii i referenta działu artylerii sztabu korpusu. Wyróżnił się 11 maja 1918 w bitwie pod Kaniowem. 10 listopada 1921 pułkownik Stanisław Machcewicz w sporządzonym wniosku na odznaczenie orderem „Virtuti Militari” napisał:

kapitan obecnie major Alikow Mikołaj pozostawał jako referent działu artylerji przy Sztabie II. Korpusu. W pamiętny dzień 11. maja, w chwili gdy walka się wsczęła major Alikow, oceniając grożące niebezpieczeństwo dla Sztabu Korpusu zaskoczonego wypadkami i czując się w sytuacji gdzie się chwyta środków ostatecznych, rzuca się do najbliżej stojącej baterji i obsługując działo w roli szeregowego razi dotkliwie celnymi strzałami przeciwnika, następnie zaś kieruje ogniem całej baterji przyczyniając się do powstrzymania gwałtownego ataku wroga na Jamczychę. Tak dzielne zachowanie się wydaje doniosłe skutki, albowiem podtrzymuje zapał oddziałów piechoty, która pod osłoną tego ognia wykonuje ruchy jej nakazane. W następnych etapach [na] Kubaniu, [w] Odesie i Stanisławowie bojowe zalety majora Alikowa przynoszą uznanie dla oddziału, który niejednokrotnie prowadzi do walk, a sławę i korzyść dla Ojczyzny.

Od 12 maja do 8 września 1918 działał w Organizacji Werbunkowo-Agitacyjnej. 10 września objął dowództwo plutonu artylerii w składzie Oddziału Polskiego na Kubaniu. 26 września 1918 został wyznaczony na stanowisko dowódcy 1 baterii organizowanego dywizjonu artylerii. Po przemianowaniu Oddziału Polskiego na 4 Dywizję Strzelców Polskich dowodzona przez niego bateria została ściągnięta z Kubania do Odessy, a następnie wzięła udział w walkach z bolszewikami u boku sprzymierzonych wojsk francuskich. Wyróżnił się w walce o Tyraspol i został odznaczony francuskim Krzyżem Wojennym. Po śmierci pułkownika Przemysława Barthel de Weydenthal (7 kwietnia 1919) objął dowództwo dywizjonu artylerii 4 Dywizji Strzelców Polskich i na jego czele przybył do Polski. 1 lipca 1919 dowodzony przez niego oddział został przemianowany na I dywizjon 10 pułku artylerii polowej. Od 21 lipca do 15 września 1919 był słuchaczem kursu w Oficerskiej Szkole Artylerii w Rembertowie. Po ukończeniu kursu został przeniesiony do 113 pułku artylerii polowej (późniejszego 18 pułku artylerii polowej) na stanowisko dowódcy III dywizjonu. W czasie wojny z bolszewikami dowodził II dywizjonem 18 pułku artylerii polowej.
5 kwietnia 1921 został przeniesiony na stanowisko dowódcy baterii zapasowej 8 pułku artylerii ciężkiej. W październiku tego roku został przeniesiony do nowo sformowanego 11 pułku artylerii polowej w Stanisławowie na stanowisko pełniącego obowiązki komendanta kadry baterii zapasowej. 3 maja 1922 został zweryfikowany w stopniu kapitana ze starszeństwem od 1 czerwca 1919 i 5. lokatą w korpusie oficerów artylerii. Później został przesunięty na stanowisko referenta mobilizacyjnego, a następnie dowódcy I dywizjonu w Kołomyi. 31 marca 1924 prezydent RP nadał mu stopień majora ze starszeństwem z dnia 1 lipca 1923 i 3. lokatą w korpusie oficerów artylerii. Od 29 marca do 3 października 1925 był słuchaczem kursu dowódców dywizjonów w Szkole Strzelania Artylerii w Toruniu. Po ukończeniu kursu wrócił do 11 pap na stanowisko dowódcy I dywizjonu. W kwietniu 1928 został przesunięty na stanowisko kwatermistrza pułku. W kwietniu 1929 został wyznaczony na stanowisko zastępcy dowódcy pułku. Od 1 lipca do 16 września 1929 odbył staż w 48 pułku piechoty w Stanisławowie, a od 12 października do 22 grudnia tego roku był słuchaczem kursu próbnego do Wyższej Szkoły Wojennej. 23 grudnia 1929, po ukończeniu kursu próbnego i odbyciu „przepisanego stażu liniowego”, został powołany do dwuletni kurs 1929/31 do Wyższej Szkoły Wojennej w Warszawie. 24 grudnia 1929 prezydent RP nadał mu z dniem 1 stycznia 1930 stopień podpułkownika w korpusie oficerów artylerii i 9. lokatą. Z dniem 1 września 1931, po ukończeniu kursu i otrzymaniu dyplomu naukowego oficera dyplomowanego, został przeniesiony do 2 pułku artylerii polowej Legionów w Kielcach na stanowisko zastępcy dowódcy pułku. W listopadzie 1935 został przeniesiony do 9 pułku artylerii lekkiej w Siedlcach na stanowisko dowódcy pułku. Na stopień pułkownika został mianowany ze starszeństwem z 19 marca 1938 i 5. lokatą w korpusie oficerów artylerii.
23 marca 1939, w czasie mobilizacji alarmowej, został wyznaczony na stanowisko dowódcy artylerii dywizyjnej 9 Dywizji Piechoty. Na tym stanowisku walczył w kampanii wrześniowej. Dostał się do niemieckiej niewoli, przebywał w Oflagu X A w Sandbostel. Po uwolnieniu z niewoli wyjechał do Francji. Zmarł 14 sierpnia 1971 w Orleanie. Był żonaty, miał córkę Irenę (ur. 1922). 

## Ordery i odznaczenia
- Krzyż Srebrny Orderu Wojskowego Virtuti Militari nr 6703 – 10 maja 1922[39][40]
- Krzyż Walecznych trzykrotnie[34]
- Złoty Krzyż Zasługi – 19 marca 1935 „za zasługi w służbie wojskowej”[41]
- Medal Niepodległości – 5 sierpnia 1937 „za pracę w dziele odzyskania niepodległości”[42]
- Medal Pamiątkowy za Wojnę 1918–1921[1]
- Medal Dziesięciolecia Odzyskanej Niepodległości[1]
- francuski Krzyż Wojenny[1][24]
- Medal Zwycięstwa[1][24]
- Order Świętego Włodzimierza 4 stopnia z mieczami i kokardą – 1 października 1915[43]
- Order Świętej Anny 2 stopnia z mieczami i kokardą – 17 września 1915[43]
- Order Świętego Stanisława 2 stopnia z mieczami i kokardą – 12 września 1916[43]
- Order Świętej Anny 3 stopnia z mieczami i kokardą – 22 września 1915[43]